# Гиссалдом
Гиссалдом — представитель династии Гекатомнидов в начале IV века до н. э.
Среди исследователей нет единого мнения о том, являлся ли первый известный представитель династии Гекатомнидов, правившей Карией в IV веке до н. э., Гиссалдом персидским сатрапом. После смерти Тиссаферна в 395 году до н. э. управление Карией было поручено сыну Гиссалдома Гекатомну, женившемуся на собственной сестре Абе.